# Militärschulwesen (Österreich, 1859)
Die von der Armee Österreichs geführten Militär-Erziehungs-Anstalten hatten die Aufgabe, Offiziere entsprechend ihrer Verwendung auszubilden beziehungsweise junge Männer auf den Offiziersberuf vorzubereiten.
(Das Militärschulwesen der Donaumonarchie wurde einige Male reformiert und reorganisiert. Weiters wurden immer wieder Standorte geschlossen, verlegt oder neu gegründet. Beides erschwert eine geschlossene und übersichtliche Beschreibung. Diese Übersicht stützt sich auf die Vorschriften des Jahres 1859 für den Eintritt in die Militär-Erziehungs-Anstalten. Die nächste große Reform erfolgte nach derzeitigem Wissensstand 1869.)

## Allgemeines
Die k.k. Militär-Erziehungs-Anstalten teilten sich in zwei große Gruppen:
- Anstalten, welche zunächst für die Heranbildung der Zöglinge zu Unteroffizieren bestimmt waren. Dies waren:
  - Militär-Unter-Erziehungshäuser
  - Militär-Ober-Erziehungshäuser
  - Schul-Compagnien und Cavallerie-Schul-Escadronen (Der Ausdruck Schul-Compagnien wird im folgenden Text auch für die Cavallerie-Schul-Escadronen verwendet.)

- Anstalten, welche für die Heranbildung der Zöglinge zu Offizieren bestimmt waren. Dies waren:
  - Cadeten-Institute
  - Militär-Akademien

Die beiden Gruppen waren zwar in sich geschlossene Komplexe, doch bestand zwischen ihnen auch ein Austausch von Zöglingen, um diesen eine ihren Fähigkeiten entsprechende Ausbildung zukommen lassen zu können.

## Plätze
In den Militär-Erziehungs-Anstalten gab es im Jahr 1859 drei verschiedene Arten von Plätzen mit Untergruppen.

### Platzarten
- Militär-Zöglinge

Die Militär-Zöglings-Plätze gehörten der Armee an. Die Ansprüche hierauf richteten sich nach der Gattung der Anstalt und nach dem Stand der Eltern. Im Allgemeinen wurden Söhne der Ober-Offiziere, der Militär-Parteien und von Militär-Beamten bis zum elften Jahr bei den Eltern belassen, während die der Mannschaft schon mit dem erreichten achten Jahr in die Staatspflege übernommen wurden.
Die auflaufenden Kosten für die Ausbildung wurden vom Militär-Ärar entweder zur Gänze („ganzfreie“) oder zur Hälfte („halbfreie“) übernommen. In zweiterem Fall hatten die Eltern oder andere Angehörige die zweite Hälfte der Kosten zu übernehmen.
- Stiftlinge

Wer als Stiftling in eine Militär-Erziehungs-Anstalt aufgenommen wurde, hing vom jeweiligen Stiftungsbrief ab.
Die Kosten für Staats-Stiftlinge wurden aus dem Zivil-Ärar, für ständische Stiftlinge aus den entsprechenden ständischen Fonds der verschiedenen Kronländer und jene für Privat-Stiftlinge aus den Erträgen der zu diesem Zweck von Privatpersonen oder Körperschaften gestifteten Kapitalien bestritten.
Auch hier wurden die Kosten für die Ausbildung entweder zur Gänze oder zur Hälfte übernommen. In zweiterem Fall hatten die Eltern oder andere Angehörige die zweite Hälfte der Kosten zu übernehmen.
- zahlende Zöglinge

Auf Plätze als zahlende Zöglinge hatten die Söhne von allen österreichischen Untertanen Anspruch, wenn sie den Aufnahmebedingungen entsprachen. Sie konnten auch auf einen Platz als Stiftling überwechseln, sofern sie von einer Stiftung aufgenommen wurden.

### Platzvergabe
- Militär-Zöglinge, zahlende Zöglinge

Wer von diesen beiden Gruppen auf einen Platz in einer Militär-Erziehungs-Anstalt aspirierte, dessen Eltern oder Vormünder mussten im Jahr des Eintritts um eine Vormerkung bei jenem Landes-General-Kommando, in dessen Bereich sie domicilierten, ansuchen. Bei einem Wohnsitz im Ausland war dieses Ansuchen an die dortige österreichische Gesandtschaft zu richten.
Einlangende Gesuche wurden geprüft, richtiggestellt und in Vormerkung genommen. Die Vormerkungslisten wurden dem Armee-Ober-Kommando vorgelegt.
Die Verleihung der Militär-Zöglingsplätze für Erziehungshäuser oder Schul-Compagnien lag im Zuständigkeitsbereich des Armee-Ober-Kommandos, während jene in den Cadeten-Instituten und Akademien sich Seine Majestät der Kaiser Allerhöchst selbst vorbehalten hatte.
Die Zahlplätze für zahlende Zöglinge wurden ebenfalls vom Armee-Ober-Kommando vergeben.
- Stiftlinge

Die frei gewordenen („erledigten“) Plätze von Staats- und ständischen Stiftungen wurden von den zuständigen Statthaltereien und Landesausschüssen ausgeschrieben. Die Anträge gingen an das Ministerium des Inneren und wurden von diesem Seiner Majestät zur Entscheidung vorgelegt.
Die Privat-Stiftungsplätze wurden vom Stifter beziehungsweise einer von ihm bestimmten Person vergeben. Die Entscheidung musste bis zum 15. Juni des Jahres dem Armee-Ober-Kommando zur Genehmigung und Einteilung der Aspiranten vorgelegt werden.
Wurden bei der beim Eintritt erfolgenden ärztlichen Untersuchung körperliche Untauglichkeit oder bei der vorgeschriebene Prüfung über die Vorbildung Mängel festgestellt, wurde die Aufnahme rückgängig gemacht.

## Kostgeld, Taschengeld
- Kostgeld:

Für Stiftlinge und zahlende Zöglinge war ein „Beköstigungs-Pauschalbetrag“ festgelegt worden. Die Höhe dieser Pauschalbeträge wurde entsprechend den Teuerungsverhältnissen geregelt und vom Armee-Ober-Kommando festgelegt. Trat der Zögling vorzeitig aus der Schule aus, wurde der Restbetrag rückerstattet.
Erziehungshäuser und Schul-Compagnien: 262 Gulden und 50 Kreuzer
Cadeten-Institute und Akademien: 551 Gulden und 25 Kreuzer
- Taschengeld:

Die Zöglinge durften von ihren Angehörigen über das Kommando der jeweiligen Anstalt ein Taschengeld beziehen, dessen Höhe von der Gattung der Anstalt und der Aufführung des Zöglings abhängig war. Selbst in den Akademien durften drei Gulden monatlich nicht überschritten werden.
Seitens des Militärs wurde das Taschengeld für die Zöglinge als nicht notwendig erachtet, da diesen alles Nötige zur Verfügung gestellt wurde.

## Militärschulen
Bis auf zwei Ausnahmen dienten alle hier aufgeführten Militär-Erziehungs-Anstalten der der Heranführung junger Männer und Buben an den Beruf des Unteroffiziers beziehungsweise Offiziers.
Die Kriegsschule diente der Weiterbildung bereits Dienst tuender Offiziere für höhere Aufgaben und die Offizierstöchter-Erziehungs-Anstalt in Hernals bot dem weiblichen Nachwuchs von Offizieren der k.u.k. Armee eine gewisse soziale Absicherung.

### k.u.k. Kriegsschule
Die am 14. Februar 1852 gegründete k.u.k. Kriegsschule war die ranghöchste Militärschule in der Donaumonarchie. Die einzige Schule dieses Typs befand sich in Wien. Um hier für die zwei Jahre dauernde Ausbildung aufgenommen zu werden, musste man bereits Offizier sein und bestimmte Auswahlkriterien erfüllen.

### k.u.k. Officierstöchter-Erziehungs-Institut
In dem von Kaiser Joseph II. gegründeten kk Officierstöchter-Erziehungs-Institut wurden die Töchter von Offizieren natürlich nicht für den Militärdienst ausgebildet. Gedacht war es vielmehr als soziale Absicherung der Mädchen durch die Ausbildung zu Erzieherinnen und später auch als Lehrerinnen und Kindergärtnerinnen.

### Unteroffiziersausbildung

#### Militär-Unter-Erziehungshäuser
1859 bestanden fünf Militär-Unter-Erziehungshäuser. Diese hatten Plätze für Militärzöglinge und Stiftlinge.
Als Aufnahmealter war das vollendete siebente und nicht überschrittene achte Lebensjahr festgelegt. Waren die Kinder älter, wurden sie nur dann aufgenommen, wenn ihr Wissensstand jenem des ihrem Alter entsprechenden Jahrgangs entsprach.
Aufnahmsberechtigt waren:
- die Söhne der gesamten zum Stande der Armee gehörigen dienenden Mannschaft, wenn sie aus einer Ehe der ersten Art entsprossen sind.
- die Söhne jener Soldaten, welche vor dem Feinde invalid geworden sind, auch wenn sie nur nach zweiter Art verheiratet waren.
- die Söhne der sonstigen Invaliden, wenn die Väter schon als verheiratet nach erster Art in die Versorgung übernommen wurden.
- die Söhne solcher Hof- und Staats-Bediensteten, welche früher als Stellvertreter oder stillschweigend die doppelte Kapitulation ausgedient hatten, selbst wenn diese Söhne aus einer erst nach dem Austritt aus dem Militär geschlossenen Ehe stammen.
- die Söhne der Militär-Unter-Parteien und der unteren Militär-Beamten-Kategorien.
- die Söhne von Offizieren, Militär-Parteien und höheren Militär-Beamten.

Hier spielten auch die Familienverhältnisse eine Rolle. Die größte Bevorzugung kam Vollwaisen und Halbwaisen (vaterlos) zu, deren Väter gefallen waren. Söhne im Kampf invalid gewordener Väter standen wieder über vater- oder mutterlosen Halbwaisen im Allgemeinen. Söhne von besonders verdienten Männern wurden wieder Söhnen aus kinderreichen Familien vorgezogen.
In jedem dieser fünf Erziehungshäuser wurden 100 Zöglinge in vier möglichst gleich starken Jahrgängen aufgenommen.
- Standorte:  Prerau  -  Bruck an der Leitha  -  Fischau  -  Belluno  -  Weißkirchen im Banat

#### Militär-Ober-Erziehungshäuser
1859 bestanden fünf Militär-Ober-Erziehungshäuser, welche die Fortsetzung der Unter-Erziehungshäuser bildeten, woher die Zöglinge mit dem vollendeten 11. Lebensjahr kamen.
In den ersten Jahrgang der Militär-Obererziehungshäuser traten aber auch die unter „Platzarten“ genannten Militär-Zöglinge ein, die als Söhne von Ober-Offizieren, Militär-Parteien und Militär-Beamten bis zum elften Jahr bei den Eltern belassen worden waren.
Ebenso traten Stiftlinge jeder Art ein.
Die beiden letztgenannten Gruppen hatten eine Vorprüfung abzulegen, die Kenntnis der deutschen Sprache war so wie bei den Unter-Erziehungshäusern keine Bedingung für die Aufnahme.
Die Zahl der Zöglinge in den ebenfalls vierjährigen Ober-Erziehungshäusern war mit je 200 festgelegt.
Nach Beendigung des vierten Jahrgangs traten die Zöglinge mit Rücksicht auf ihre intellektuelle und physische Eignung und auf ihre eigene Wahl in die verschiedenen Schul-Compagnien über.
- Standorte:  -  Kuttenberg  -   Kaschau  -  Güns  -  Straß in der Steiermark  -  Kamenitz in Serbien

#### Schul-Compagnien und Cavallerie-Schul-Escadronen
Die Schul-Compagnien sollten für die verschiedenen Waffengattungen theoretisch und praktisch herangebildete Unteroffiziere hervorbringen.
Für die aus den Militär-Obererziehungshäusern oder der Privaterziehung kommenden Zöglinge im Alter zwischen dem 15. und 16. Lebensjahr bestanden neun zweijährige Schul-Compagnien. Der Eintritt war nur in den ersten Jahrgang möglich. Neben den entsprechenden schulischen Vorkenntnissen war die vollkommene Kenntnis der deutschen Sprache und Schrift eine unerlässliche Bedingung für die Aufnahme in die Schul-Compagnien. Ebenfalls festgelegt war eine für jede Waffengattung erforderliche Mindestkörpergröße.
- 2 Infanterie-Schul-Compagnien (Olmütz und Hainburg an der Donau)

Jede Infanterie-Schul-Compagnie bestand aus 120 in zwei Jahrgängen geteilten Zöglingen.
Mit Ende der Ausbildungszeit traten die als vorzüglich klassifizierten Zöglinge als wirkliche Korporale, die guten als Gefreite-Vice-Corporale, die mittelmäßigen als Gefreite und die übrigen als Gemeine in die Infanterietruppe über.
- 1 Cavallerie-Schul-Escadron (Enns)

Die Cavallerie-Schul-Escadron in Enns mit 120 Zöglingen entsprach den Infanterie-Schul-Compagnien, wobei natürlich das Hauptaugenmerk der Ausbildung auf den Reitunterricht, die praktischen Übungen des Kavalleriedienstes und die Pferdepflege gelegt wurde. Für diesen Zweck waren 60 Pferde vorgesehen.
Mit Ende der Ausbildungszeit traten die als vorzüglich klassifizierten Zöglinge als wirkliche Korporale, die guten als Gefreite-Vice-Corporale, die mittelmäßigen als Gefreite und die übrigen als Gemeine in die Kavallerietruppe über.
- 4 Artillerie-Schul-Compagnien (Prag, Krakau, Olmütz, Liebenau)

Die Artillerie-Schul-Compagnien bestanden aus jeweils 120 Zöglingen, aufgeteilt auf drei Jahrgänge.
Mit Ende der Ausbildungszeit traten die als vorzüglich klassifizierten Zöglinge als wirkliche Korporale, die guten als Vormeister-Vice-Korporale, die mittelmäßigen als Vormeister und die übrigen als Ober-Kanoniere in die Artilleriewaffe über.
Allerdings wurden die vier vorzüglichsten Zöglinge schon nach Beendigung des zweiten Jahrganges in die Artillerie-Akademie versetzt, um dort zu Offizieren ausgebildet zu werden.
- 1 Genie-Schul-Compagnie (Sankt Pölten)

Die Genie-Schul-Compagnie bestand aus drei Jahrgängen und insgesamt 120 Zöglingen.
Der Übertritt der Zöglinge in die Geniewaffe erfolgte analog den bereits besprochenen Schul-Compagnien und es traten auch hier die vier vorzüglichsten Zöglinge nach Vollendung des zweiten Jahrgangs in die Genie-Akademie über.
- 1 Pionier-Schul-Compagnie (Tulln an der Donau)

Die Pionier-Schul-Compagnie bestand aus drei Jahrgängen und insgesamt 120 Zöglingen.
Der Lehrplan berücksichtigte den Umstand, dass die Zöglinge nach dem Abschluss ihrer Ausbildung unter den gleichen Modalitäten wie bei den Infanterie-Schul-Compagnien entweder ins Pionier- oder Flottillenkorps, welches bis 1860 noch dem Landheer unterstand, überwechselten.
Die vier vorzüglichsten Zöglinge wurden nach dem zweiten Jahrgang in die Genie- oder Artillerie-Akademie aufgenommen und nach Beendigung des vierjährigen akademischen Unterrichts als Offiziere in das Pionier- oder Flottillenkorps aufgenommen.
Die Zöglinge wurden beim Austritt aus dem Schul-Compagnien assentiert (angelobt) und waren von diesem Tag an zur Ableistung einer achtjährigen präsenten Dienstleistung in der aktiven Armee sowie zur zweijährigen in der Reserve verpflichtet.

### Offiziersausbildung
Die Ausbildung der Offiziere erfolgte in zwei Stufen.

#### Cadeten-Institute
Zweck der vier Cadeten-Institute zu je 200 Zöglingen in vier Jahrgängen war die Vorbereitung für den militär-wissenschaftlichen Unterricht in den Akademien.
Die Militärzöglingsplätze waren für die Söhne von k.k. aktiven und pensionierten Offizieren sowie Söhnen von Militär-Parteien und Militär-Beamten bestimmt. Für erstere waren 730 ganzfreie und 160 halbfreie Plätze reserviert und für die zweite Gruppe 20 ganzfreie und 40 halbfreie.
Bevorzugt bei der Vergabe der ganzfreien Plätze wurden die Söhne mittelloser Eltern. Halbfreie Plätze gingen an Söhne von nicht ganz mittellosen Familien oder deren Väter höhere Chargen besitzen.
Die Vergabe der Stiftungsplätze und Zahlplätze entsprach ebenso wie die Reihenfolge der Vergabe den schon bei den Militär-Erziehungs-Häusern genannten Prinzipien.
In die Cadeten-Institute wurden Zöglinge mit vollendetem 11. und noch nicht überschrittenem 12. Lebensjahr aufgenommen und die Kenntnisse über den Lehrstoff einer 4. Klasse einer Normalschule besaßen. Kenntnis der deutschen Sprache war nicht erforderlich, da im Institut den nicht-deutschsprachigen Zöglingen im ersten Jahrgang ein abgesonderter Unterricht zur Erlernung der deutschen Sprache erteilt wurde.
Nach der befriedigenden Beendigung des vierten Jahrgangs wechselten die Zöglinge in die Militär-Akademien über, wobei möglichst auf ihre Fähigkeiten und Interessen an der Waffengattung Rücksicht genommen wurde. Überstellungen in die Marine-Akademie erfolgten bereits nach der Vollendung des dritten Jahrgangs.
Jene Zöglinge mit schlechten Fortschritten in der Ausbildung wurden entweder aus den Cadeten-Instituten entlassen oder ausnahmsweise aus jedem der ersten drei Jahrgänge in den nächstfolgenden Jahrgang eines Ober-Erziehungshauses und aus dem letzten Jahrgang direkt in eine Infanterie-Schul-Compagnie versetzt.
- Standorte:  Hainburg an der Donau  -  Eisenstadt  -  Marburg an der Drau  -  Fiume

#### Militär-Akademien
Die Militär-Akademien hatten die Bestimmung, militärisch-wissenschaftlich gebildete Offiziere den verschiedenen Waffengattungen zuzuführen.
Die Aufnahme der Zöglinge in die Neustädter, die Artillerie- und die Genie-Akademie erfolgte zwischen deren 15. und 16. Lebensjahr. Die Zöglinge kamen vor allem von den Cadeten-Instituten nach befriedigend absolviertem vierten Jahrgang. Jeweils vier Zöglinge kamen von den Artillerie-, Genie- und Pionier-Schul-Compagnien nach vorzüglich beendetem zweitem Jahrgang.
Die Aufnahme erfolgte ausnahmslos in den ersten Jahrgang. Aus der Privaterziehung kommende Aspiranten mussten eine Prüfung über die Lehrgegenstände der Cadeten-Institut ablegen. Schnitten sie dabei mangelhaft ab, wurde ihre provisorische Aufnahme rückgängig gemacht.
Zöglinge, deren schulische Leistungen während der vierjährigen Ausbildung nicht ausreichend waren, wurden entweder aus der Akademie entlassen und an die Angehörigen zurückgestellt oder nach vollendetem ersten, zweiten oder dritten Jahrgang in einen ihrem Alter entsprechenden Jahrgang einer Schul-Compagnie überstellt.
- Neustädter Akademie (Wiener Neustadt)

In der Neustädter Akademie wurden in vier Jahrgängen 400 Zöglinge zu Offizieren für die Linien- und Grenz-Infanterie, die Jägertruppe und die Kavallerie ausgebildet.
Für den Reitunterricht waren 60 Pferde vorgesehen.
Nach dem absolvierten vierten Jahrgang ernannte das Armee-Ober-Kommando auf Grund der Qualifikation die Zöglinge zu Unterlieutnants 2. Klasse und berücksichtigte nach Möglichkeit deren Wünsche bei der Einteilung zu den Truppenkörpern.
- Artillerie-Akademie (Mährisch Weißkirchen)

In der Artillerie-Akademie in Mährisch Weißkirche in Mähren wurden 160 Zöglinge vier Jahre lang zu Offizieren der Artillerie ausgebildet.
Die Zöglinge traten nach befriedend beendetem 4. Jahrgang als Unter-Lieutnants 2. Klasse aus und wurden entweder zum Dienst bei der Artilleriewaffe oder beim Flottillen-Corps eingeteilt.
In Friedenszeiten konnten die als Offiziere austretenden Zöglinge auch zum Dienst in andere Waffengattungen eingeteilt werden.
- Genie-Akademie (Klosterbruck bei Znaim an der Thaya)

Die Einrichtung der Genie-Akademie in Klosterbruck bei Znaim in Südmähren glich der Artillerie-Akademie.
Auch hier wurden 160 Zöglinge in vier Jahrgängen ausgebildet.
Die Zöglinge traten nach befriedend beendetem 4. Jahrgang als Unter-Lieutnants 2. Klasse aus und wurden entweder zum Dienst bei der Geniewaffe oder in das Pionnier-Corps eingeteilt.
In Friedenszeiten konnten die als Offiziere austretenden Zöglinge auch zum Dienst in andere Waffengattungen eingeteilt werden.

## k.k. Waisenhaus Wien
Dieses Waisenhaus gehörte nicht zum Komplex der Militär-Erziehungs-Anstalten. Erwähnt wird es hier nur deshalb, da hier auch jene Kinder, die für das Militär-Unter-Erziehungshaus noch zu jung waren, mit keinem physischen Gebrechen behaftet und entweder Vollwaise waren oder deren Väter als Witwer ins Feld marschieren mussten, aufgenommen wurden. Mit vollendetem siebtem Jahr wurden sie von den Militär-Unter-Erziehungshäusern übernommen.